# 下坡处站
下坡处站是位于云南省石屏县下坡处的一个铁路车站，邮政编码662202。车站建于1936年，有蒙宝铁路经过该站，现已撤销，撤销前仅办理客运乘降，不办理货运业务，车站站台保存完好，站房现状比较破败，车站及其上下行区间均未电气化。车站距离蒙自站106公里，距离宝秀站37公里，隶属昆明铁路局，原为五等站。